# Чакаларово
Чакаларово е село в Южна България, община Кирково, област Кърджали. До 1934 година името на селото е Чакал кьой.

## География
Чакаларово се намира в планински район – северния склон на Гюмюрджински снежник. Близко до селото минава река Дненчовица. Районът на селото е с типичен средиземноморски режим на валежите и субтропичен климат. В селото се отчитат едни от най-високите средногодишни валежни суми за България – 1188 мм. През февруари 1968 в селото е измерен един от най-големите денонощни валежи в България – 226 мм.

## История
В 1934 година името на селото е сменено в чест на големия български революционер Васил Чакаларов.

## Население
Преброяване на населението през 2011 г.
Численост и дял на етническите групи според преброяването на населението през 2011 г.:
|                     | Численост | Дял (в %) |
| Общо                | 1355      | 100,00    |
| Българи             | 272       | 20,07     |
| Турци               | 6         | 0,44      |
| Цигани              | 0         | 0,00      |
| Други               | 0         | 0,00      |
| Не се самоопределят | 0         | 0,00      |
| Неотговорили        | 1070      | 78,96     |